# Muisjesmos
Muisjesmos (Grimmia) is een geslacht uit de muisjesmosfamilie (Grimmiaceae). 

## Kenmerken
Het mos vormt meestal kleinere, compacte kussens die zowel in droge als in vochtige toestand zwartachtig tot blauwgroen zijn en een grijze glans vertonen. De rechtopstaande, 1 tot 2 centimeter lange stelen van de gametofyten zijn vertakt in een V-vorm.
De spiraalgewijs gerangschikte, langwerpig lansvormige bladeren zijn in droge toestand licht opgebogen en rechtopstaand tot aanliggend, in vochtige toestand rechtopstaand, 2 tot 3 millimeter lang, niet geplooid, met een breed omgerolde, hele rand en een duidelijke nervatuur. De punt is zwak afgerond, en uit de punt ontspruit plotseling een wit, lang, glad glazen haar. De cellen in het midden van het blad zijn rond tot vierkant, met sterk verdikte wanden, aan de basis van het blad zijn ze 2-4 keer langer dan breed.
De bruinachtige, 2 tot 5 millimeter lange sporofyt steekt uit het moskussen, beginnend bij de top van de stam. In het begin is hij naar beneden gebogen, maar richt zich op bij rijpheid. De hangende tot horizontale, bruine capsule is bolvormig tot eivormig en heeft acht tot tien lengteribben en zestien knobbeltjes, rode tanden die vaak gespleten zijn aan de punt. De mutsvormige deksel van de capsule heeft een korte snavel en is omhoog gericht door een middenkolom. Het gelobde huikje (calyptra) is eveneens mutsvormig.
Grimmia is een van de droogtebestendigste mossoorten in Midden-Europa en kan uitdroging verdragen tot volledige waterloosheid.

## Ecologie
Deze zeer veelvoorkomende soort groeit meestal op kalkhoudende gesteenten van allerlei soorten, natuurlijk op kalkrijke rotsen en stenen puin, in stedelijke gebieden op muren en daken, en zelden ook op bomen, maar nooit op de bodem. Grimmia verkiezen zonnige, droge locaties op hoogtes tussen 0 en 1000 meter.

## Verspreiding
Gewoon muisjesmos (Grimmia pulvinata) is de meest voorkomende soort in het geslacht Grimmia, met een bijna wereldwijde verspreiding. Het komt vooral veel voor in Groot-Brittannië en de westkust van Noord-Amerika. Het leeft voornamelijk in gematigde streken, van zeeniveau tot hoogten tot 3000 meter.

## Soorten
De volgende soorten zijn bekend uit Nederland:
- Grimmia anodon (Tandloos muisjesmos)
- Grimmia arenaria (Gekromd muisjesmos)
- Grimmia crinita (Krijtmuisjesmos)
- Grimmia dissimulata (Verborgen muisjesmos)
- Grimmia hartmanii (Trosmuisjesmos)
- Grimmia laevigata (Dikbladig muisjesmos)
- Grimmia lisae (Beekmuisjesmos)
- Grimmia longirostris (Gevouwen muisjesmos)
- Grimmia montana (Bergmuisjesmos)
- Grimmia muehlenbeckii (Kantig muisjesmos)
- Grimmia orbicularis (Bolrond muisjesmos)
- Grimmia ovalis (Gezoomd muisjesmos)
- Grimmia plagiopoda (Vogelrotsmuisjesmos)
- Grimmia pulvinata (Gewoon muisjesmos)
- Grimmia ramondii (Gekield muisjesmos)
- Grimmia tergestina (Kalkmuisjesmos)
- Grimmia trichophylla (Hunebedmuisjesmos)